# Natalie Yoffe
Natalie Yoffe Parnes (Montevideo, 18 de julio de 1985) es una modelo, abogada, actriz, empresaria y personalidad de televisión uruguaya.

## Biografía
Yoffe nació el 18 de julio de 1985. A los 18 años comenzó un taller de teatro, al tiempo que estudiaba derecho; se graduó de abogada en la Universidad Católica del Uruguay.
En 2010 participó en el concurso Miss Uruguay, resultando finalista. También en 2010 viajó a China donde representó a Uruguay en el certamen Miss Bikini Internacional, resultando semi finalista entre 64 países. 
En 2011 hizo su primera aparición televisiva, como panelista en el programa de espectáculos de Canal 4, Algo contigo, por el cual fue galardonada con el premio Iris a la revelación en TV. A finales de ese año, se anunció que Yoffe se sumaría al noticiero Telenoche, como presentadora de la sección de espectáculos. En mayo de 2013 se incorporó al programa de Teledoce Verano Perfecto, en reemplazo de Patricia Wolf. Sirvió como copresentadora hasta el final del mismo en abril de 2015.
Condujo la final del certamen Miss Uruguay en 2016, junto a Fito Galli. Tras años alejada de la televisión, en 2022 participó en la tercera temporada de MasterChef Celebrity.
Desde el año 2024 integra el panel del programa televisivo ‘La Previa de Gran Hermano Argentina’, en canal 10 de Uruguay. 

## Trayectoria

### Televisión
| Año        | Título                    | Canal    | Rol                                           |
| ---------- | ------------------------- | -------- | --------------------------------------------- |
| 2011-2013  | Algo contigo              | Canal 4  | Panelista                                     |
| 2012       | Telenoche                 | Canal 4  | Presentadora del segmento de espectáculos     |
| 2013-2015  | Verano Perfecto           | Teledoce | Copresentadora                                |
| 2022       | MasterChef Celebrity      | Canal 10 | Participante; 18.va Eliminada/16.ta Eliminada |
| 2024- 2025 | La Previa de Gran Hermano | Canal 10 | Panelista                                     |

### Teatro
|  | Año  |  | Título                                         | Dirección                        |
|  | ---- |  | ---------------------------------------------- | -------------------------------- |
|  | 2024 |  | Queridos cuervos[11]                           | Daniel Romano                    |
|  | 2024 |  | Volvió una noche                               | Sergio Dotta                     |
|  | 2020 |  | De atrás para adelante[12]                     | Julio Giordano                   |
|  | 2020 |  | La última virgen[13]                           | Virginia Ramos                   |
|  | 2019 |  | La noche del matador[14]                       | Julio Giordano                   |
|  | 2018 |  | Como olvidarlo[15]                             | Carlos Evaristo                  |
|  | 2018 |  | Tercia de Reinas[16]                           | Virginia Ramos                   |
|  | 2017 |  | Soy mamá pero sigo siendo yo[17]               | Virginia Ramos                   |
|  | 2017 |  | Mujeres en oferta[18]                          | Lucho Ramírez                    |
|  | 2016 |  | Busco al hombre de mi vida, marido ya tuve[19] | Jimmy Castilhos/Gerardo Tulipano |
|  | 2016 |  | Sus ojos se cerraron[20]                       | Daniel Romado                    |
|  | 2015 |  | Si se entera Carlos, me mata[21]               | Leonardo Preziosi                |
|  | 2015 |  | Sueños de un seductor[22]                      | Álvaro Ahunchain                 |
|  | 2014 |  | Infieles[23]                                   | Hugo Blandamuro                  |
|  | 2014 |  | Un verano de risa[24]                          | Pablo Atkinson/Federico Lynch    |
|  | 2012 |  | Lo que ellos quieren[25]                       | Hugo Blandamuro                  |
|  | 2012 |  | Grande, hermano![26]                           | Malú Contreras/Daniel Torres     |

## Vida personal
Entre 2010 y 2011 mantuvo una relación con el actor Álvaro Armand Ugón. En 2013 inició un noviazgo con el piloto y tatuador Sebastián Echeverria, el cual concluyó en 2015. Ese mismo año comenzó una relación con el abogado Andrés Ojeda (candidato a presidente de la república en 2024) , a quien conoció a través de Ana Laura Román, por entonces compañera suya en Verano Perfecto. Contrajeron matrimonio el 21 de octubre de 2017 en una ceremonia con 400 invitados, incluidos el expresidente Julio María Sanguinetti. A fines de abril de 2023 se confirmó el divorcio de la pareja, después de una separación concretada el año anterior.
Es dueña, junto a su hermana, de la marca de accesorios e indumentaria Ring a Bell. En 2015 inauguró su tienda, localizada en el barrio Pocitos de Montevideo.

## Premios y nominaciones
| Año  | Premios      | Categoría        | Trabajo nominado | Resultado | Ref |
| ---- | ------------ | ---------------- | ---------------- | --------- | --- |
| 2012 | Premios Iris | Revelación en TV | Algo contigo     | Ganadora  | ,   |